# Host (Unix)
host je jednoduchá síťová utilita pro dotazování se v systému DNS. K nalezení je v Unixových a Unix-like operačních systémech.

## Původ
Utilita byla vytvořena americkou neziskovou organizací Internet Systems Consortium (ISC) a je uvolněna pod licencí ISC, což z ní dělá otevřený software.

## Režimy
Když se pomocí této utility uživatel zeptá na internetovou doménu, jsou mu vráceny informace spojené s dotyčným jménem, jako například IP adresy nebo jména počítačů starající se o výměnu elektronické pošty. Příkaz host je rovněž schopen se dotazovat na reverzní DNS záznamy, které vrací doménové jméno spojené s IP adresou.

## Příklad
```
$ host seznam.cz
seznam.cz has address 77.75.75.172
seznam.cz has address 77.75.75.176
seznam.cz has IPv6 address 2a02:598:4444:1::1
seznam.cz has IPv6 address 2a02:598:4444:1::2
seznam.cz mail is handled by 10 mx1.seznam.cz.
seznam.cz mail is handled by 20 mx2.seznam.cz.
```